# Dotidae
Dotidae es una familia de moluscos nudibranquios.

## Especies
El Registro Mundial de Especies Marinas acepta los siguientes géneros válidos en la familia:
- Caecinella Bergh, 1870
- Doto Oken, 1815
- Kabeiro Shipman & Gosliner, 2015
- Miesea Er. Marcus, 1961